# Олефиренко, Елена Ивановна
Елена Ивановна Олефиренко (в девичестве Сенькив; род. 11 апреля 1978, Новояворовск, Львовская область) — украинская спортсменка (академическая гребля), чемпионка Европы, участница двух Олимпиад, мастер спорта Украины международного класса (2001), заслуженный мастер спорта Украины (2008).

## Биография
Родилась 11 апреля 1978 года в городе Новояворовск, Яворовский район, Львовская область. Окончила Херсонское высшее училище физической культуры (1997) и Национальный университет физического воспитания и спорта Украины (2002), тренер-преподаватель.
Тренируется в Херсонской школе высшего спортивного мастерства.
Входит в спортивный зал славы Херсонищины (2012).

## Спортивная карьера
С 1997 года входит в штатную сборную команду Украины по академической гребле.
Член олимпийской сборной Украины на Играх XXVIII Олимпиады 2004 года в Афинах. В составе парной четвёрки (Елена Морозова, Яна Дементьева, Татьяна Колесникова и Елена Олефиренко) была третьей в финальном заплыве, но решением комитета МОК из-за употребления Еленой Олефиренко препаратов, которые могут быть основой для создания допинга, результат украинок аннулировали, а бронзовые награды передали австралийкам.
Олефиренко входила в состав олимпийской сборной Украины на ХХІХ Олимпийских играх 2008 года в Пекине. В финальном заплыве парной четвёрки среди женщин на 2 км команда Украины (Светлана Спирюхова, Елена Олефиренко, Наталья Ляльчук и Татьяна Колесникова) стали четвёртыми, проиграв Германии 0,46 сек. (6:20.02).
В парной четвёрке дважды становилась чемпионкой Европы в 2007 (Светлана Спирюхова, Татьяна Колесникова, Елена Олефиренко, Наталья Губа) и 2008 (Светлана Спирюхова, Татьяна Колесникова, Елена Олефиренко, Наталья Ляльчук) годах.
Многократная чемпионка Украины. Двукратная победительница II Всеукраинских летних спортивных игр.